# Akkalskolaponski jezik
Akalskolaponski jezik ili akkalskolaponski jezik (ahkilski, babino, babinski; ISO 639-3: sia), istočnolaponski jezik koji se do ranih 2000-ih godina govorio na jugozapadu poluotoka Kole u Rusiji. Etnička populacija iznosi oko 100 (M. Krauss, 1995.). Godine 1995. bilo je sedam govornika (M. Krauss) (8, T. Salminen, 2000.), ali je posljednja govornica, Marja Sergina, umrla u rujnu 2003. Pripadnici etničke grupe žive u selima A´kkel i Ču´kksuâl, a svoj jezik nazivaju áhkkilsámegiella.

## Vanjske poveznice
- Ethnologue (15th)